# Wilkowisko (województwo małopolskie)

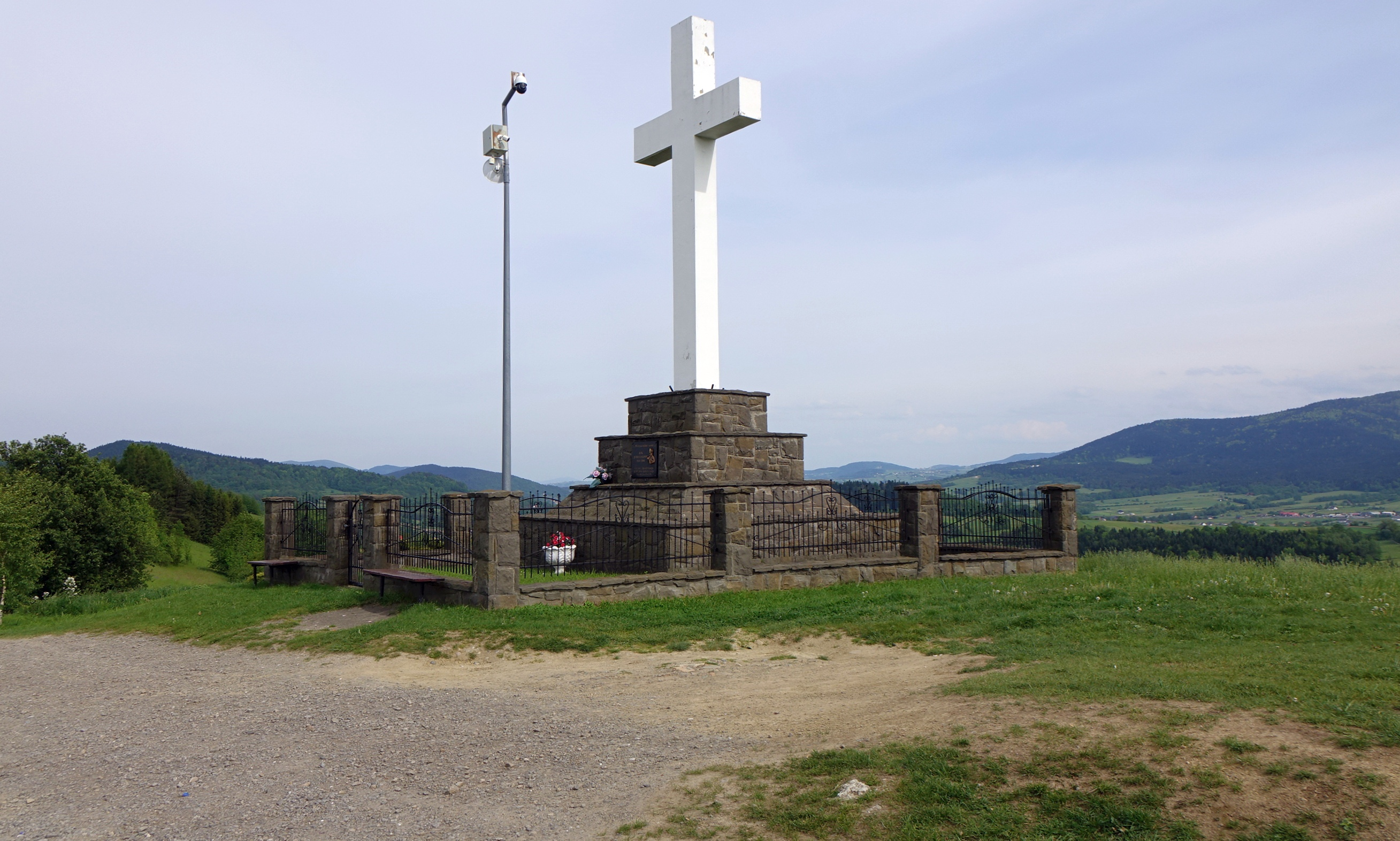
Pomnik na widokowym wzniesieniu Dział

Wilkowisko – wieś w Polsce, położona w województwie małopolskim, w powiecie limanowskim, w gminie Jodłownik. Jest największą wsią tej gminy.
W latach 1975–1998 wieś należała administracyjnie do województwa nowosądeckiego.
W Wilkowisku istnieje Zespół Szkół Publicznych im. Tadeusza Kościuszki, ochotnicza straż pożarna, parafia pw. św. Katarzyny Aleksandryjskiej, oraz od 2009 roku regionalny zespół „Wilkowicanie”.

## Położenie
Wilkowisko położone jest na południowym krańcu gminy Jodłownik. Rozciąga się wzdłuż potoku Tarnawka, który jest prawym dopływem Stradomki, u podnóża Świnnej Góry oraz Kostrzy.

## Integralne części wsi
| części wsi | Brzeg, Brzezowa, Gaik, Górki, Malerz, Mała Wieś, Moczary, Owsiana, Poddębie, Poddziele, Podlesie, Rola, Różnowa, Sośnie, Stronie, Wądoły, Wielka Wieś, Zagórze, Zalesie |

## Nazwa
Nazwa wsi związana jest z dwiema legendami na jej temat:
1. W VI wieku w okolice Szczyrzyca skierowano 125 rodzin, aby je osiedlić. Rodzina Wilków wybrała żyzną dolinę Owsianki, gdzie później powstała wieś, nazwana od pierwszych osadników Wilkowiskiem[7].
2. Podobno wieś nazwano Wilkowiskiem dla upamiętnienia tragicznego losu kupców, którzy zanocowali w tej okolicy jadąc do Szczyrzyca. Zostali oni zaatakowani i rozszarpani przez watahę wilków[2].

## Historia
Wieś Wilkowisko powstała w średniowieczu – według miejscowych legend w VI wieku. Podobno osiedlić się miała wówczas w tej okolicy rodzina Wilków, przysłana tu wraz z innymi rodzinami w celu zasiedlenia okolic Szczyrzyca. Pierwsza pisemna wzmianka o miejscowości pochodzi z 1324, kiedy to król Władysław Łokietek oddał wieś i jej mieszkańców we władanie Piotrowi Kunickiemu. Jednocześnie zezwolił na dalsze osiedlanie na prawie niemieckim.
Parafia w Wilkowisku powstała w 1328, a pierwszy kościół (opisany przez Jana Długosza) powstał w latach 1337–1338. Do obecnych czasów budynków było kilka, a każdy kolejny niszczony był przez pożary.

## Turystyka
Na terenie Wilkowiska znajduje się kilka interesujących obiektów:
- drewniany kościół parafialny pw. św. Katarzyny Aleksandryjskiej, wybudowany w latach 1923–1927 na wzór poprzedniego, zniszczonego przez pożar. W jego wnętrzu zachowały się pojedyncze elementy wyposażenia ze starszych świątyń;

- XIX-wieczna plebania, utrzymana w stylu niewielkiego szlacheckiego dworku (wyburzona w 2012 r. z niewiadomego powodu);
- krzyż jubileuszowy na górze Dział – powstał jako odpowiedź na apel biskupa Jana Stepy, który zachęcał parafian do wyjątkowego uczczenia ogłoszonego przez papieża Piusa XII Roku Jubileuszowego 1950–lecia Narodzin Chrystusa. Z inicjatywy miejscowego proboszcza Jana Rozembarskiego ufundowano i wzniesiono właśnie ten krzyż, zbudowany z kamienia i żelbetu. Władze komunistyczne próbowały usunąć krzyż, ale ostatecznie zaprzestały tych prób. Powodem był prawdopodobnie fakt, że stylistyka krzyża wpisywała się doskonale w główny wątek w architekturze tamtych czasów – socrealizm, oraz fakt, że górujący nad okolicą obiekt stanowił doskonały punkt orientacyjny, wykorzystywany na mapach wojskowych[8];
- kamienna kapliczka w przysiółku Zagórze, będąca wspomnieniem pochowanych tu ofiar epidemii cholery[2];
- w przysiółku Na Dziołku znajduje się niewielka kapliczka św. Wojciecha – wzniesiono ją w miejscu, gdzie podobno odpoczywać miał święty Wojciech w drodze do Krakowa. Źródło tryskające spod kapliczki uważane jest za cudowne[2].
- grodzisko na Świnnej Górze – według miejscowych legend miała się tu znajdować prehistoryczna osada, jednak powierzchowne badania archeologiczne nie potwierdzają tego faktu[2];
- dwie XIX-wieczne kapliczki – jedna z obrazem Święta Rodzina, a druga z figurą Chrystusa Frasobliwego w szczycie[2].